# Agrarian Justice

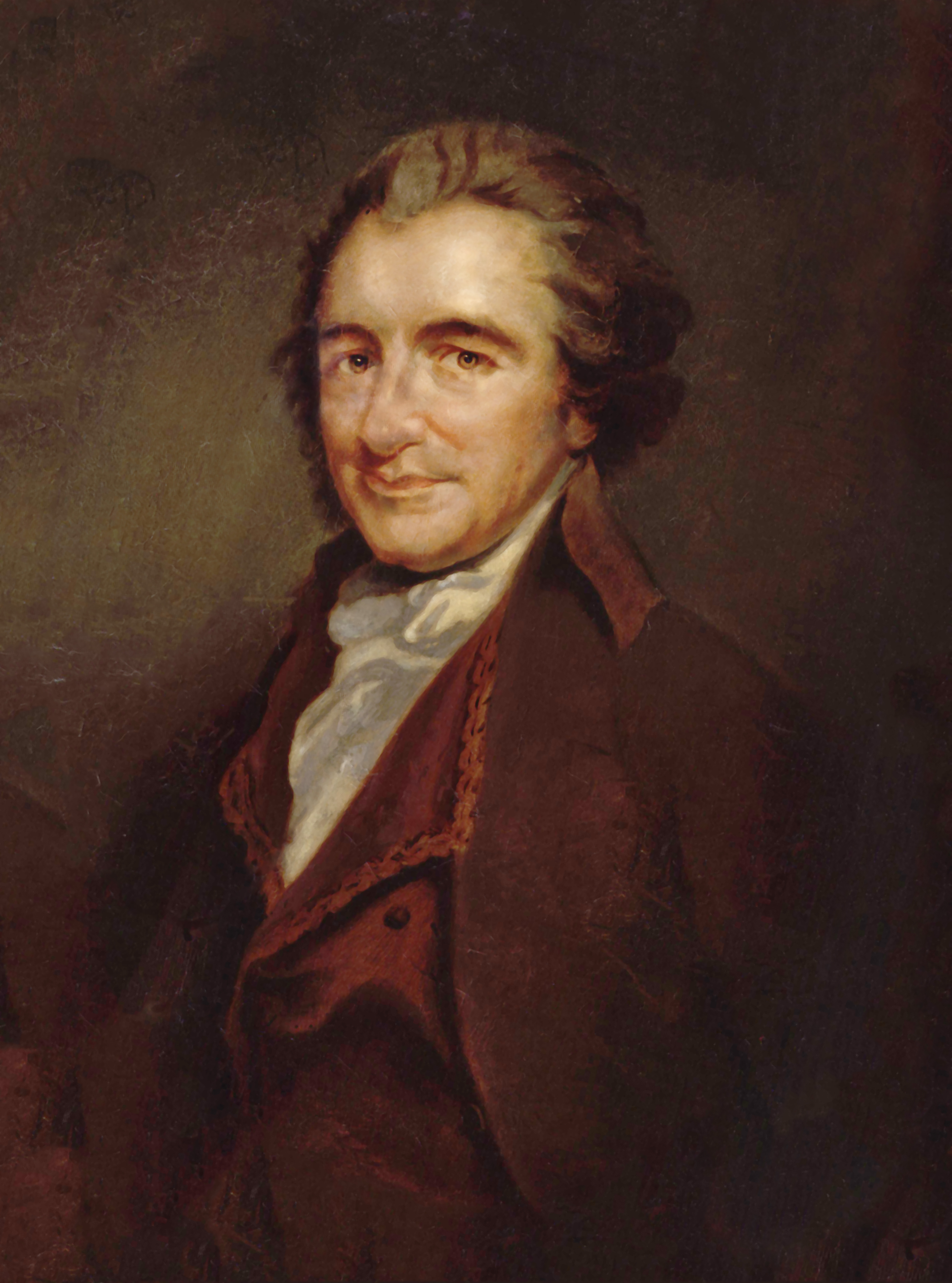
Filosofen Thomas Paine, 1792

Agrarian Justice är en politisk pamflett av den brittisk-amerikanska filosofen och liberalen Thomas Paine, även känd som en av USA:s grundlagsfäder, utgiven 1797. Boken föreslår en form av basinkomst finansierad av skatt på landägande, mot bakgrund av att det enligt Paine förelåg en stor orättvisa, ur ett liberalt perspektiv, att vissa ärvde mark medan andra inte hade den turen. 

## Föreslaget system
Paine föreslog i boken tio procents beskattning av alla direkta arv och en något högre beskattning av arv utanför den närmsta familjen. Detta, som han kallade för en "grundavgift", skulle ge omkring 5,7 miljoner pund årligen till statskassan och användas för att finansiera ekonomisk bastrygghet. Motivet för denna omfattande ekonomiska reform var, enligt Paine, att en kompensationsmekanism var påkallad eftersom ojämlikheten till stora delar berodde på att vissa ärvde mark, medan andra inte hade den turen. Omkring två tredjedelar av denna fond, från beskattningen av landägande, föreslog han skulle gå till pensionsutbetalningar på tio pund per år, till alla över femtio år. Merparten av den resterande delen av fonden föreslog han skulle användas till att ge alla män och kvinnor en engångssumma på 15 pund sterling, omkring tidpunkten då de blev myndiga. Detta för att alla skulle få en bra ekonomisk start i livet.